# 乔依诺尔·苏伦
乔依诺尔·苏伦（1932年—）蒙古族，蒙古东戈壁省人，蒙古人民共和国部长会议副主席。 

## 生平
1932年生于东戈壁省。1949年至1952年，在东戈壁省、中戈壁省、乌兰巴托市任教。1959年加入蒙古人民革命党。1976年蒙古人民革命党十七大当选中央委员。 